# Bald Knob
Bald Knob és una població dels Estats Units a l'estat d'Arkansas. Segons el cens del 2000 tenia 3.210 habitants.

## Demografia
Segons el cens del 2000, Bald Knob tenia 3.210 habitants, 1.257 habitatges, i 878 famílies. La densitat de població era de 276 habitants/km².
Dels 1.257 habitatges en un 33,3% hi vivien nens de menys de 18 anys, en un 51,9% hi vivien parelles casades, en un 13,5% dones solteres, i en un 30,1% no eren unitats familiars. En el 26,7% dels habitatges hi vivien persones soles el 15,1% de les quals corresponia a persones de 65 anys o més que vivien soles. El nombre mitjà de persones vivint en cada habitatge era de 2,55 i el nombre mitjà de persones que vivien en cada família era de 3,08.
Per edats la població es repartia de la següent manera: un 27,2% tenia menys de 18 anys, un 10,3% entre 18 i 24, un 27,8% entre 25 i 44, un 20,5% de 45 a 60 i un 14,2% 65 anys o més.
L'edat mediana era de 34 anys. Per cada 100 dones de 18 o més anys hi havia 87,9 homes.
La renda mediana per habitatge era de 26.970 $ i la renda mediana per família de 36.500 $. Els homes tenien una renda mediana de 27.978 $ mentre que les dones 19.000 $. La renda per capita de la població era de 13.218 $. Entorn del 10,4% de les famílies i el 16,5% de la població estaven per davall del llindar de pobresa.

## Poblacions properes
El següent diagrama mostra les poblacions més properes.